# World Ladies Golf Tournament
Het World Ladies Golf Tournament is een golftoernooi van de Ladies PGA of Japan Golf Tour. Het toernooi werd in 1973 opgericht en is een van de drie Majors van de Japanse Tour. Het prijzengeld is ¥ 120.000.000.

## Winnaars
| World Ladies Golf Tournament - 1973: Hisako Higuchi - 1974: Hisako Higuchi - 1975: Jane Blalock - 1976: Jane Blalock - 1977: Ayako Okamoto - 1978: Yuko Moriguchi - 1979: Beth Daniel - 1980: Masako Sasaki - 1981: Jan Stephenson - 1982: Ai-Yu Tu - 1983: Tomiko Ikebuchi - 1984: ?? Cai Lixiang Roku Konishi Cup World Ladies Golf Tournament - 1985: Ai-Yu Tu - 1986: ?? Casey Chan Konica Cup World Ladies Golf Tournament - 1987: Ayako Okamoto - 1988: Kayoko Ikoma - 1989: Fukumi Tani - 1990: Beth Daniel - 1991: Beth Daniel - 1992: Yuuko Moriguchi World Ladies Golf Tournament - 1993: Mayumi Hirase | Gunze Cup World Ladies Golf Tournament - 1994: ?? Yuan Zaishu - 1995: Kaori Higo - 1996: ?? Haga Yukiyo - 1997: ?? Tseng Hsiu-feng - 1998: Liselotte Neumann - 1999: ?? Yoko Inoue Nichirei Cup World Ladies Golf Tournament - 2000: Karrie Webb - 2001: Karrie Webb - 2002: Yuri Fudoh - 2003: Annika Sörenstam - 2004: Rui Kitada Salonpas World Ladies Golf Tournament - 2005: Yuri Fudoh - 2006: Shiho Oyama - 2007: Mi-Jeong Jeon - 2008: Akiko Fukushima World Ladies Championship Salonpas Cup - 2009: Shinobu Moromizato - 2010: Morgan Pressel - 2011: Sun-ju Ahn - 2012: Sun-ju Ahn - 2013: Hiromi Mogi (-9) |